# 文田健一郎
文田 健一郎（ふみた けんいちろう、1995年12月18日 - ）は、山梨県韮崎市出身のレスリンググレコローマンスタイルの選手。階級は60kg級。身長168cm。背骨が柔らかく反り投げが得意で、「猫レスラー」「ニャンコローマンレスラー」と愛称される。

## 来歴
小学5年時に1歳上の女子選手の練習相手を務めるためにレスリングを始めた。当初は乗り気でなかったが、韮崎西中学に入学すると父親から「レスリングをやれば遠征で全国各地へ行けるぞ」と誘われて本格的に取り組んだ。中学3年で全国中学生選手権のフリースタイル47kg級で優勝すると、ジュニアオリンピックカデットの部グレコローマンの46kg級でも優勝した。父親がレスリング部監督を務める韮崎工業高校へ進むと、グレコローマンの選手として国体少年の部と全国高校生グレコローマン選手権で、高校1年から3年までそれぞれ3階級で優勝した。ジュニアオリンピックカデットの部で1年と2年時に優勝した。シニアの全日本レスリング選手権大会で2年と3年時に55kg級で3位となった。3年時にインターハイのフリースタイル60kg級で優勝した。
2014年に日体大へ進むと、2年時に全日本学生選手権のグレコローマン59kg級で優勝した。スペイン・グランプリでシニア国際大会で初優勝したが、全日本レスリング選手権大会は5位でリオデジャネイロオリンピック代表候補から外れた。3年時に全日本選抜選手権決勝で田野倉翔太を破って優勝し、ピトラシンスキ国際大会とFILAゴールデングランプリで優勝した。全日本レスリング選手権大会は、決勝で太田忍を破って初優勝した。4年時にアジア選手権で優勝すると、全日本選抜選手権は決勝で太田に再び勝利して世界選手権代表に選出された。世界選手権は初出場ながら決勝へ進出し、アジア選手権に続いてカザフスタンのミランベク・アイナグロフを2-1で破り、世界選手権のグレコローマンスタイルでは日本選手として1983年に57キロ級で優勝した江藤正基以来34年ぶりで優勝した。オリンピックを含めたグレコローマンスタイルの世界大会で日本選手史上最年少21歳8か月の優勝となった。全日本レスリング選手権大会は新階級の60kg級に出場するも、決勝は4 - 5で太田に逆転負けした。
2018年からミキハウスに所属するも、5月に左膝の靱帯を損傷して6月の全日本選抜選手権に出場できず、世界選手権は代表に選出されなかった。復帰後の11月にU-23世界選手権へ出場すると、決勝でアゼルバイジャンのムラド・ママドフをそり投げからフォール勝ちして優勝した。12月の全日本選手権は決勝で太田を破って優勝した。
2019年4月のアジア選手権は3位となった。6月の全日本選抜選手権は決勝で4 - 1で太田に勝利し、世界選手権代表に選出された。世界選手権で決勝に進出して東京五輪の出場を決めると、世界チャンピオンであるロシアのセルゲイ・エメリンとの決勝は5ポイントを先取されたが、得意の投げ技で10ポイントを取って逆転優勝した。
2020年2月のアジア選手権は3年ぶりに優勝した。12月の全日本選手権でも優勝した。
2021年の東京オリンピックは男子グレコローマン60㎏級に出場し、銀メダルを得た。
2022年6月の全日本選抜選手権で優勝し、世界選手権代表に選ばれた。9月の世界選手権は準決勝でブルガリアの選手に僅差で敗れるも、3位決定戦でアゼルバイジャンの選手に勝利して銅メダルを得た。12月の全日本選手権で優勝した。
2023年7月の世界選手権代表決定プレーオフで勝利した。9月の世界選手権は決勝へ進出するも、世界チャンピオンであるキルギスのジョラマン・シャルシェンベコフに敗れて2位となる。今大会でメダルを獲得して、規定によりパリオリンピック代表に内定した。
パリオリンピックでは、8月6日に開催された決勝戦で中国の曹利国に3-1で勝利して金メダルを獲得した。レスリングのグレコローマンスタイルでの日本人のオリンピック金メダル獲得は、1984年ロサンゼルスオリンピックにて52kg級で金メダリストとなった宮原厚次以来40年ぶりの快挙であった。さらに、翌日の8月7日にはグレコローマンスタイル77kg級で日下尚が金メダルを獲得し、1964年の東京オリンピック以来60年ぶりにグレコローマンスタイルで日本がオリンピックの1大会で2個の金メダルを獲得した。同年、紫綬褒章受章。

## 主な戦績
- 2009年 - 全国中学生選手権フリースタイル 2位（42kg級）
- 2010年 - ジュニアオリンピック カデットの部 優勝（46kg級）
- 2010年 - 全国中学生選手権フリースタイル 優勝（47kg級）
- 2011年 - ジュニアオリンピック カデットの部 優勝（50kg級）
- 2011年 - インターハイフリースタイル 3位（50kg級）
- 2011年 - 全国高校生グレコローマン選手権 優勝（50kg級）
- 2011年 - 国体　少年の部 優勝（50kg級）
- 2012年 - 全国高校選抜大会フリースタイル 優勝（55kg級）
- 2012年 - ジュニアオリンピック カデットの部 優勝（54kg級）
- 2012年 - インターハイフリースタイル 2位（55kg級）
- 2012年 - 全国高校生グレコローマン選手権 優勝（55kg級）
- 2012年 - 国体 少年の部 優勝（55kg級）
- 2012年 - 全日本レスリング選手権大会 3位（55kg級）
- 2013年 - ジュニアオリンピック ジュニアの部 3位（60kg級）
- 2013年 - インターハイフリースタイル 優勝（60kg級）
- 2013年 - 全国高校生グレコローマン選手権 優勝（60kg級）
- 2013年 - 国体 少年の部 優勝（60kg級）
- 2013年 - 全日本レスリング選手権大会 3位（55kg級）
- 2014年 - ペトコ・シラコフ&イワン・イリエフ国際大会 2位（60kg級）
- 2014年 - ジュニアオリンピック ジュニアの部 優勝（60kg級）

59kg級での戦績
- 2014年 - 全日本学生選手権 2位
- 2014年 - 国体　成年の部 3位
- 2015年 - スペイン・グランプリ 優勝
- 2015年 - 全日本学生選手権 優勝
- 2015年 - 国体 成年の部 優勝
- 2016年 - 全日本選抜選手権 優勝
- 2016年 - ピトラシンスキ国際大会 優勝
- 2016年 - 国体 成年の部 優勝
- 2016年 - 全日本大学グレコローマン選手権 優勝
- 2016年 - FILAゴールデングランプリ 優勝
- 2016年 - 全日本レスリング選手権大会 優勝
- 2017年 - グランマ&セーロ・ペラド国際大会 2位
- 2017年 - ハンガリー・グランプリ 優勝
- 2017年 - アジア選手権 優勝
- 2017年 - 全日本選抜選手権 優勝
- 2017年 - ピトラシンスキ国際大会 3位
- 2017年 - スペイン・グランプリ 優勝
- 2017年 - 世界選手権 優勝
- 2017年 - 全日本大学グレコローマン選手権 優勝（66kg級）

60kg級での戦績
- 2017年 - 全日本レスリング選手権大会 2位
- 2018年 - ペトロフ国際大会 優勝
- 2018年 - U-23世界選手権 優勝
- 2018年 - 全日本レスリング選手権大会 優勝
- 2019年 - アジア選手権 3位
- 2019年 - 全日本選抜選手権 優勝
- 2019年 - 世界選手権 優勝
- 2020年 - アジア選手権 優勝
- 2020年 - 全日本レスリング選手権大会 優勝
- 2021年 - 東京オリンピック男子グレコローマン 2位
- 2022年 - 全日本選抜選手権 優勝
- 2022年 - 世界選手権 3位
- 2022年 - 全日本レスリング選手権大会 優勝
- 2023年 - 世界選手権 2位
- 2024年 - パリオリンピック男子グレコローマン 優勝

（出典）